# Allassac
Allassac település Franciaországban, Corrèze megyében. Lakosainak száma 4050 fő (2022. január 1.). Allassac Donzenac, Estivaux, Objat, Sadroc, Saint-Aulaire, Saint-Bonnet-l’Enfantier, Saint-Viance, Varetz, Voutezac és Yssandon községekkel határos.

## Népesség
A település népességének változása:
| Lakosok száma | 3448 | 3532 | 3366 | 3601 | 3829 | 3896 | 3903 | 3941 | 3996 | 4050 |
|               | 1968 | 1982 | 1999 | 2006 | 2011 | 2015 | 2017 | 2018 | 2020 | 2022 |